# Laosz földrajza
Laosz egy tengerparttal nem rendelkező, nagyrészt hegységek által szabdalt szocialista köztársaság Délkelet-Ázsiában. Magyarországnál két és félszer nagyobb, a Hátsó-indiai-félszigeten fekszik. 1954 óta független állam. Északon erdős hegyvonulatok, délen a Mekong folyó alföldje uralja. A Vietnám és Thaiföld közötti déli részét kisebb fennsíkok és dombvidékek alkotják. Déli részén található a világ legnagyobb folyami szigetcsoportja, a Négyezer-sziget vidéke.

## Általános adatok

### Terület
- Teljes: 236 800 km²
- Szárazföld: 230 800 km²
- Víz: 6000 km²

### Határok
Összes: 5083 km.
Országokra kivetítve:
| Ország    | Határ hossza (km) |
| --------- | ----------------- |
| Mianmar   | 235               |
| Kambodzsa | 541               |
| Kína      | 423               |
| Thaiföld  | 1754              |
| Vietnám   | 2130              |

## Domborzat
Laosz felszínének nagyobb részét hegységek borítják, például az Annamitte-lánchegység, ami a Vietnámmal közös határt alkotja. A hegység egyben választóvonalat húz a kínai, illetve az indiai befolyásultságú kultúrák közé is. A felszín másik részét a folyóvölgyek alkotják. Az északi országrész nagyrészt hegyes, keskeny folyóvölgyekkel és meredek hegyoldalakkal. Egyedül a Vientiane-ban és a Sziangkhuang tartományban találhatók alföldek ezen a részen. Délen már jóval több síkvidék található. A Szavannakhet és Tjampatszak tartománybeli nagy alföldek alkalmasak a rizstermesztésre és az állattartásra is. A legdélebbi tartományok többsége szintén hegyes vidék. Az ország legmagasabb pontja a Phubia, ami 2817 méter magas, a legalacsonyabb pedig a Mekong völgyében található.

## Éghajlat

Laosz Köppen-féle éghajlati övezetei

Vientián időjárási adatai

Az ország a trópusi monszun éghajlati övbe tartozik. Három évszak alakult ki:
- esős évszak májustól októberig
- hideg, száraz évszak novembertől februárig
- meleg, száraz márciusban és áprilisban.

A monszun általában ugyanakkor, májusban érkezik, de vannak időbeli szélsőségek. Területileg sem egyenletes eloszlású a csapadék mennyisége. Az eddigi legmagasabb éves csapadékérték 3700 mm volt a Bolovens-fennsíkon, Tjampatszak tartományban. Vientiane 1700, Szavannakhet 1440, Luangprabang pedig 1360 mm csapadékot kap egy évben átlagosan.
A hőmérséklet is hasonlóan szeszélyes lehet. A meleg, száraz évszak idején 40 °C is lehet a Mekong-völgyben, de januárban 5 °C-ra is lehűlhet a levegő a hegyekben.

## Vízrajz

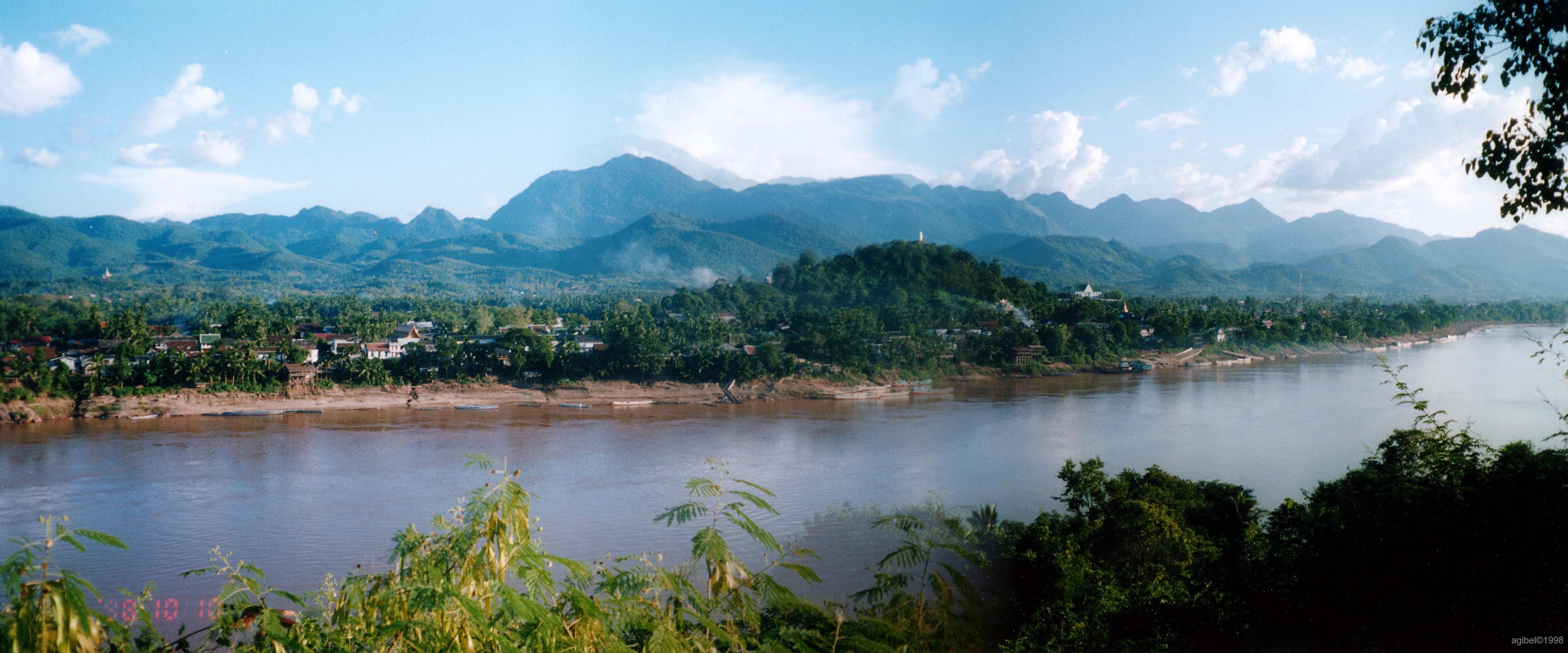
A Mekong Luangprabangnál

Laosz leghosszabb és legfontosabb folyója a Mekong. 1754 km hosszan a thai–laoszi határ is a folyó mentén húzódik. Az ország területén teljes egészében hajózható, ám a tengerrel való összeköttetést a Dong-vízesés megakadályozza. Ezenkívül jelentős még a Nam Ou nevű folyó is. A folyóknak a közlekedésben, az élelmezésben illetve a vízenergia-termelésben van jelentős szerepe. Ez utóbbi energiaforrás az ország szükségletének fontos részét képezi.

## Növény- és állatvilág
Az országban több különleges, ritka élőlény található. A fő növényzetet az esőerdők képezik, melynek fáit a helyi lakosok házépítésre szokták használni. Az állatvilág több ritka, veszélyeztetett vagy csak erre a vidékre jellemző fajjal rendelkezik. Ilyenek az indonéziai tigris, az ázsiai elefánt, az óriás gaur. Néhány kihaltnak hitt állatot is itt fedeztek fel újra, például az Annamite nyulat a szaolát és a laoszi sziklapatkányt is.

## Környezetvédelem
A legkomolyabb környezetvédelmi problémák az erdőirtás, a talajerózió, az aszály vagy az árvizek a monszun szeszélyessége miatt. Az erdők megóvása miatt hozták létre a Nemzeti Természetvédelmi Területeket, melyekből jelenleg 20 darab van, és 29 000 km²-nyi területet fednek le. Ezenkívül tervbe vették még további 11-nek a létrehozását.
A jelenlegi 20 terület:
- Dong Ampham
- Dong Hua Sao
- Dong Phou Vieng
- Hin Nam Nor
- Nakai Nam Theun
- Nam Et
- Nam Ha (East)
- Nam Kading
- Nam Phoun (Poui)
- Nam Xam
- Phou Den Din
- Phou Hin Poun
- Phou Khao Khouay
- Phou Loeuy
- Phou Phanang
- Phou Xiang He
- Phou Xiang Thong
- Xe Bang Nouan
- Xe Piane
- Xe Sap